# Буковіна-Сицовська
Буковіна-Сицовська (пол. Bukowina Sycowska) — село в Польщі, у гміні Мендзибуж Олесницького повіту Нижньосілезького воєводства.
Населення — 531 особа (2011).
У 1975-1998 роках село належало до Каліського воєводства.

## Демографія
Демографічна структура станом на 31 березня 2011 року:
|          | Загалом | Допрацездатний вік | Працездатний вік | Постпрацездатний вік |
| -------- | ------- | ------------------ | ---------------- | -------------------- |
| Чоловіки | 263     | 66                 | 181              | 16                   |
| Жінки    | 268     | 65                 | 146              | 57                   |
| Разом    | 531     | 131                | 327              | 73                   |